# Блувотер-Вілледж (Нью-Мексико)
Блувотер-Вілледж (англ. Bluewater Village) — переписна місцевість (CDP) в США, в окрузі Сібола штату Нью-Мексико. Населення — 464 особи (2020).

## Географія
Блувотер-Вілледж розташований за координатами 35°13′38″ пн. ш. 107°58′59″ зх. д. / 35.22722° пн. ш. 107.98306° зх. д. (35.227160, -107.983127).  За даними Бюро перепису населення США в 2010 році переписна місцевість мала площу 26,17 км², з яких 26,12 км² — суходіл та 0,05 км² — водойми.

## Демографія
Згідно з переписом 2010 року, у переписній місцевості мешкало 628 осіб у 225 домогосподарствах у складі 162 родин. Густота населення становила 24 особи/км².  Було 274 помешкання (10/км²).
Расовий склад населення:
| - 71,2 % — білих - 14,5 % — корінних американців - 1,1 % — чорних або афроамериканців - 0,3 % — вихідців з тихоокеанських островів - 0,2 % — азіатів - 10,5 % — осіб інших рас |

До двох чи більше рас належало 2,2 %. Частка іспаномовних становила 20,5 % від усіх жителів.
За віковим діапазоном населення розподілялося таким чином: 26,6 % — особи молодші 18 років, 57,6 % — особи у віці 18—64 років, 15,8 % — особи у віці 65 років та старші. Медіана віку мешканця становила 42,1 року. На 100 осіб жіночої статі у переписній місцевості припадало 100,6 чоловіків;  на 100 жінок у віці від 18 років та старших — 97,0 чоловіків також старших 18 років.
За межею бідності перебувало 32,0 % осіб, у тому числі 70,4 % дітей у віці до 18 років та 0,0 % осіб у віці 65 років та старших.
Цивільне працевлаштоване населення становило 79 осіб. Основні галузі зайнятості: роздрібна торгівля — 50,6 %, освіта, охорона здоров'я та соціальна допомога — 49,4 %.